# Mario Delmoro
Mario Delmoro (1947.), hrvatski motociklistički i automobilistički as, trofejni automobilist iz Pule, višestruki prvak, član AMD Pula. Jedan je od simbola Istarskog relija, na kojem je pobijedio deset puta.

## Životopis
Rodio se 1946. godine. U obitelji su mu već bili zaraženi motociklizmom. Brat Bruno natjecao se u konkurenciji motorkotača do 175 kubika i bratić Marčelo sa svojim Moto Morinijem od 50 ccm. Mario je 1961. prodavao ulaznice za auto-moto utrku koja se održavala u sklopu brzinskog prvenstva Hrvatske u Puli na kojoj su se Bruno i Marčelo natjecali i od tog vremena seže Mariova zaraženost auto-moto športom. U međuvremenu je završio je za automehaničara te je tako cijeli život proveo uz radionicu, motore, automobile, motorkotače i utrke. Ubrzo je krenuo s natjecanjima. Već na prvom službenom natjecanju je pobijedio. U vožnji spretnosti u Pazinu je 1964. godine vozeći motorkotač Puch od 250 kubičnih centimetara. U motociklizmu je bio do 1970., nakon čega je prešao u automobilizam. Činio je čuda vozeći četverobrzinskog fiću s uklonjenim poklopcem motora, pobjeđujući pored konkurenata koji su vozili petobrzinske Abarthe friziranih motora. I u automobilizmu je već na prvom natjecanju pokazao moć. Postavio je rekord staze, s fićom, pored vozača koji su vozili BMW 2002. Bilo je to 1971. na Delmorovoj prvoj brzinskoj utrci. U kategoriji do 850 kubika izletio je izvan staze, ali se vratio i napregnuo da bi nadoknadio zaostatak. Na kraju je bio čak četvrti.
Na Istarskom rallyju pobijedio je 10 puta u klasi do 850 kubika i u ukupnom plasmanu. Pobjeđivao je na prvenstvima Jugoslavije na kružnim stazama i trostruki doprvak na brdskim stazama u kategoriji do 1150 kubika. Pobjeđivao je i na utrkama u Austriji i Italiji. U samostalnoj Hrvatskoj vozeći FIAT Ritmo osam je puta bio prvak u skupini H (nehomologirana vozila do 1400 kubika). Nekoliko je puta pobijedio na prvenstvu Hrvatske na kružnim stazama. I danas se natječe na Buzetskim danima na kojoj se natjecao preko 25 puta. Do danas je Delmoro osvojio 532 nagrade u vidu pehara, medalja i diploma, od čega pehara više od trista. 
Aktivno se utrkivao sve do svoje 64. godine.